# Ювеналий (Карюков)
Епископ Ювеналий (в миру Григорий Иванович Карюков или Корюков; 1816, Крюков Посад, Полтавская губерния, Российская империя — 31 декабря 1882 (12 января 1883)) — епископ Русской православной церкви, епископ Орловский и Севский.

## Биография
Родился в 1816 году в Крюковом Посаде Кременчугского уезда Полтавской губернии в семье священника Иоанна Феодосиева Карюкова.
В 1839 году окончил курс Екатеринославской духовной семинарии по 1-му разряду.
2 мая 1840 года рукоположен во священника и назначен в Покровскую церковь Кременчугского уезда посада Крюкова.
24 августа 1841 года, после смерти жены, оставил приход и определен учителем в Полтавское духовное училище, а с 13 сентября того же года священствовал в Полтавском кадетском корпусе.
В 1842 году для продолжения образования поступил в Киевскую духовную академию.
12 февраля 1844 года пострижен в монашество.
1 сентября 1845 года, по окончании курса академии, занял должность учителя в Екатеринославской духовной семинарии, исполнял обязанности инспектора и состоял членом Екатеринославского семинарского совета.
22 января 1846 года удостоен степени магистра.
В 1848 году награждён набедренником.
29 сентября 1851 года назначен инспектором и профессором Кишинёвской духовной семинарии сначала по классу логики и психологии, а с 12 июля 1852 года — по классу богословских наук.
1 апреля 1853 года назнчен настоятелем Гинкульского Параскевинского монастыря. 12 апреля того же года возведен в сан игумена.
В 1854 году определён цензором катехизических поучений священников города Кишинёва.
19 октября 1856 года назначен инспектором и профессором Астраханской духовной семинарии.
15 мая 1857 года назначен настоятелем Астраханского заштатного Иоанно-Предтеченского монастыря и награждён бронзовым крестом на Владимирской ленте.
30 ноября 1858 года получил назначение на должность ректора и профессора Нижегородской духовной семинарии. В том же году 25 декабря возведён в сан архимандрита.
С 31 июля 1859 года — настоятель Нижегородского Благовещенского монастыря и цензор Нижегородских епархиальных ведомостей.
В 1866 году вызван в Санкт-Петербург на чреду священнослужения и проповеди слова Божия.
В 1867 году, согласно прошению, уволен от должности настоятеля Нижегородского Благовещенского монастыря.
6 октября 1868 года хиротонисан во епископа Михайловского, викария Рязанской епархии.
16 августа 1871 года назначен епископом Архангельским и Холмогорским. В Архангельске состоял членом разных благотворительных учреждений и обществ.
25 декабря 1876 года переведён на кафедру Орловскую и Севскую, где и оставался до самой смерти.
На всех ступенях учебно-иерархического служения епископ Ювеналий отличался честным и усердным исполнением своих обязанностей. Обращал особое внимание на упорядочение и улучшение материального положения подвластных ему лиц и учреждений. В этом отношении он много сделал для Нижегородской духовной семинарии и тех монастырей, где был настоятелем. Другой заботой преосвященного было возвысить подчиненное ему духовенство не только в глазах местных прихожан, но и целой епархии. Для достижения этого он употреблял и строгие меры.
Скончался 31 декабря 1882 года. Погребен в Орловском Успенском монастыре.